# Robert Guglielmone

Bischofswappen von Robert Eric Guglielmone

Robert Eric Guglielmone (* 30. Dezember 1945 in New York City, USA) ist ein US-amerikanischer Geistlicher und emeritierter römisch-katholischer Bischof von Charleston in South Carolina.

## Leben
Robert Guglielmone empfing am 8. April 1978 das Sakrament der Priesterweihe für das Bistum Rockville Centre.
Am 24. Januar 2009 ernannte ihn Papst Benedikt XVI. zum Bischof von Charleston. Der emeritierte Erzbischof von New York, Edward Michael Kardinal Egan, spendete ihm am 25. März desselben Jahres die Bischofsweihe; Mitkonsekratoren waren der Bischof von Rockville Centre, William Francis Murphy, und der Bischof von Birmingham, Robert Joseph Baker.
Papst Franziskus nahm am 22. Februar 2022 seinen altersbedingten Rücktritt an.